# Šajetet 13

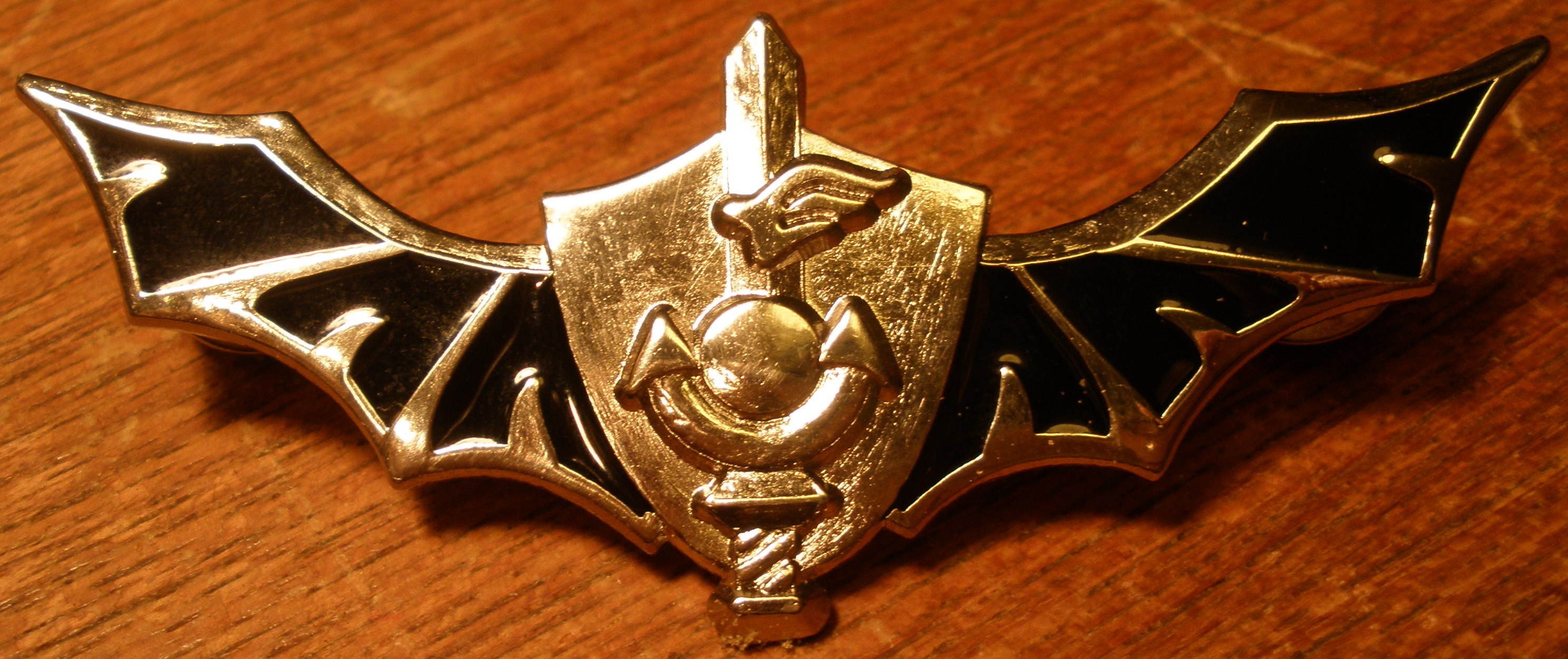
Insignie Šajetet 13

Šajetet 13 (hebrejsky שייטת 13‎; doslova flotila 13) je elitní jednotka námořnictva Izraelských obranných sil (IOS). Společně se Sajeret Matkal a Sajeret Šaldag je považována za jednu ze tří nejlepších elitních jednotek izraelské armády. Její specializací je záchrana rukojmí v pobřežních oblastech a protiteroristické mise. Z akcí přisuzovaných této jednotce byla veřejně publikována jen část.

## Historie jednotky
Šajetet 13 byla založena Jochajem Ben Nunem v roce 1949 na základě někdejších námořních brigád Hagany. V počátečních letech se v IOS vedly spory je-li taková jednotka potřeba. Teprve v roce 1960 byla existence jednotky odtajněna a její příslušníci obdrželi do svého znaku netopýra.

## Bojové operace
Šestidenní válka v roce 1967 zastihla jednotku nepřipravenou. Několik operací během této války dopadlo pro jednotku špatně; nejhorší den byl 6. květen 1967, kdy šest příslušníků Šajetet 13 padlo do zajetí. Na svobodu se dostali až v lednu 1968.
V roce 1969, při opotřebovací válce během útoku na Zelený ostrov zahynuli tři příslušníci jednotky a deset jich bylo zraněno. V roce 1970 prodělala jednotka reorganizaci s cílem zaměřit její akce více na moře a zefektivnit výcvik. Ostatní jednotky působící v rámci IOS tehdy navrhovaly, aby se Šajetet 13 zaměřil pouze na poskytování podpory při bojových akcích, zejména na dopravu a překonávání vodních toků a bojové akce přenechala ostatním speciálním jednotkám.
Šajeret 13 se v roce 1973 zúčastnil operace Jaro mládí, při kterém plnil některé z dílčích úkolů této operace.
Od počátku první libanonské války se Šajetet 13 podílel na mnoha operacích. Nejčastěji to bylo zadržování lodí převážejících výzbroj pro teroristické skupiny, útoky proti nepřátelským velitelským stanovištím či sabotážní akce pomocí výbušnin.
8. září 1997 utrpěla jednotka jeden ze svých největších neúspěchů; během nájezdu do Libanonu padli její příslušníci do léčky nastražené Hizballáhem a 11 z nich bylo zabito včetně velitele útvaru.
Během druhé intifády podnikali příslušníci Šajeret 13 i pozemní operace, např. na Západním břehu či v Pásmu Gazy. Provedli stovky akcí včetně zadržení či likvidace velkého množství příslušníků Hamásu, Islámského džihádu či Brigád mučedníků Al-Aksá. Kromě toho prováděl Šajeret 13 i námořní operace. Největší uznání ji přineslo zadržení tří palestinských lodí převážejících zbraně.
Během druhé libanonské války v roce 2006 se Šajetet 13 účastnil útoku na libanonské město Týros, odkud příslušníci Hizballáhu odpalovali rakety proti Izraeli. Příslušníci Šajetet 13 za vzdušné podpory vrtulníků zaútočili na postavení Palestinců a 7 jich zabili.
Dne 6. září 2007 se jednotka podílela na operaci Ovocný sad izraelského letectva proti tajně budovanému jadernému reaktoru v Sýrii.

## Kontroverze
V posledních letech byl u veteránů Šajetet 13 zjištěn zvýšený výskyt rakoviny. Jedná se pravděpodobně o důsledek výcviku v znečistěné řece Kišon a v Haifském zálivu. Přestože dosud nebyl podán přesvědčivý důkaz o onemocnění rakovinou v důsledku potápění se v Kišonu, ministr obrany Šaul Mofaz rozhodl o vyplacení kompenzací rodinám postižených příslušníků Šajetet 13.